# 白花铃铛刺
白花铃铛刺（学名：Halimodendron halodendron var. albiflorum）为豆科铃铛刺属下的一个变种。

## 扩展阅读
- 維基物種上的相關：白花铃铛刺